# Molino de Nepomuceno
El molino de Nepomuceno se encuentra en la localidad española de Moguer, en la provincia de Huelva (Andalucía). Es un Molino mareal del siglo XIV, y fue protegido como Bien de Interés Cultural,
con la tipología de bien inmueble de catalogación general, el 11 de junio de 2010.

## Características
Molino mareal de rodezno de canal, situado en una elevación de terreno de la marisma, derruido y cubierto por la vegetación. Sólo se conserva los tajamares, un cárcavo y algunos paramentos exteriores del mismo, semienterrados debido al proceso de colmatación. Se sitúa en la parcela 2 del polígono 17 de Moguer. Ha quedado como vestigio de los múltiples molinos de agua y aceñas, que existían en el municipio a orillas del Río Tinto. Madoz recogió que "sobre 600 fanegas de tierra de labor que se encuentran en los puertos de Mampoy, la Isla y Balufo, dando impulso además a 11 molinos harineros de represa”, "existían hasta 11 molinos harineros en las márgenes del río, e igual número de tahonas en la ciudad”.